# Josef Hegemann
Josef (Jupp) Hegemann (* 1. April 1910 in Hamm, Westfalen; † 12. Dezember 1996 in Altena) war ein deutscher Maler des Informel.

## Leben
Hegemann wurde schon auf dem Realgymnasium durch den jungen Zeichenlehrer Theo Hölscher, der ein bekannter Maler der Neuen Sachlichkeit wurde, nachhaltig in seiner bildnerischen Arbeit angeregt. Nach dem Abitur wurde 1929 Hegemann Studierender der Kunstakademie in Kassel bei Witte und Nebel und 1931 Werklehrerexamen nach 1-jähriger Ausbildung an der Werklehrerbildungsanstalt in Hildesheim, worauf 1932 das Staatsexamen für das „Künstlerische Lehramt an Höheren Schulen“ an der Kunsthochschule Berlin folgte. 1933 legte Hegemann das Examen für das wissenschaftliche Fach Erdkunde an der Universität Berlin bei Krebs ab, danach bis 1935 die Referendarjahre in Dortmund.
Im Zweiten Weltkrieg leistete er Kriegsdienst und kam in Gefangenschaft. Hegemann malte im Krieg weiter und half in der Kriegsgefangenschaft die Lebensverhältnisse für seine Kameraden im Lager in den USA zu verbessern, indem er für die Familien der Bewacher Porträts malte. Informelle Kunst
Nach dem Krieg wurde Josef Jupp Hegemann Kunsterzieher in Hagen, Schwelm, Altena und Studienrat. Bereits 1946 wurde Hegemann Mitbegründer der Künstlergruppe Ring bildender Künstler in Wuppertal und betrieb ein kleines Atelier in Kierspe. 1954 folgte der Umzug nach Altena, wo er bis zu seinem Tod wohnte.
Ab 1956/57 Beginn der experimentellen Malerei die bis zu seinem Tod anhält. 1958 erste Ausstellung der Bundesrepublik Deutschland nach dem Kriege in Warschau und Krakau mit Wilfried Reckewitz, Otto Dix und anderen. Im Malstil herrschten im Wesentlichen architektonisch und experimentelle Verfahren vor. Mischtechniken aus Öl, Kunstharz, Sand, Pappe und anderen Materialien. Mitbegründer der Gruppe dap in Nachrodt 1965.
1968 Erste zeitgenössische Ausstellung der Bundesrepublik nach 1945 in Südafrika in den Städten Windhoek, Johannisburg, Pretoria und Kapstadt mit Karl Hermann, Fritz Mecking, Wilfried Reckewitz, Heinz Schönfeld und Waldemar Wien, Gruppe dap.
Im Frühjahr 1978 Beginn einer neuen Arbeitsphase. Sie ist für ihn ein Ereignis, für das er keine reale Begründung angeben kann. Langsam entwickelte sich die umgekehrte Arbeitsweise vom Einzelnen ins Ganze. Die Einzelheiten sind verschieden groß an Umfang, mal eine Schraffur mit dem schwarzen Kugelschreiber, dann ein großer rundlicher oder eckiger roter Fleck in Acrylfarbe, oft ein schwarzer Punkt in Kaseinfarbe, dann wieder eine blaue Linie mit dem Wachsmalstift. Die Größe dieser Einzelheiten ergibt sich aus der Dauer des meditierenden Handelns. Kleine und große Zeitabschnitte lassen dem Material entsprechend kleine und große Bildteile entstehen. Sie liegen im Bildraum neben- und übereinander. Alle möglichen Materialien aus Zeichnung und Malerei wechseln sich ab.
Josef Hegemann war an rund 120 Ausstellungen in vielen Ländern beteiligt und seine Arbeiten sind im Besitz von Museen, Sammlungen und Kunstfreunden.